# زبدة الوسطية (إربد)
زبدة الوسطية منطقة سكنية تقع في لواء الطبية، محافظة إربد في الأردن. تنتمي المنطقة لقضاء الطبية الذي يضم 7 مناطق. يقدر عدد سكانها بـ 569 نسمة حسب إحصاء 2015.

## الوصلات الخارجية
- دائرة الاحصاءات العامة